# Роххефелдберг
32°18′18″ пд. ш. 20°16′19″ сх. д. / 32.305° пд. ш. 20.27194444° сх. д.
Гори Роггевельд (гори Рай-Вельд) (африкаанс: Roggeveldberge) — це гірський масив, розташований переважно в Північній Капській провінції Південної Африки. 
Назва «Роггевельд» походить від дикого жита (Secale africanum) (нім. Roggen), якого тут було багато. Назва документально підтверджена з 1774 року.
Хребет утворює західний уступ однойменного плато Роггевельд і відокремлює його від розташованого нижче Танква Кару на заході. Його найвища вершина — Снєукранс (1739 м), розташована на північний захід від Сазерленда.
Непозначений на багатьох регіональних картах, він займає велику, але віддалену частину Північного Кейпу, яку рідко відвідують туристи. Він простягається від околиць Кальвінії на північному заході, повз Сазерленд на півдні, де закінчується хребтом Клейн-Роггевельд. З півдня і заходу на плато піднімаються кілька дорожніх перевалів. З півдня це перевал Комсберг, Верлатенклоф, перевал Оуберг  на висоті 1404 метри, перевал Ганнага  і перевал Блукранс, який піднімається на північний виступ, гору Блукранс.
Хребет отримує близько 200 мм опадів у середньому на рік, його високі висоти є одними з найхолодніших місць у Південній Африці, про що свідчить температурна статистика, що ведеться для Сазерленду, який розташований на плато Роггевельд на висоті 1500 м.